# 吉洪·赫连尼科夫
吉洪·尼古拉耶维奇·赫连尼科夫（俄语：Тихон Николаевич Хренников，1913年6月10日—2007年8月14日），苏联作曲家、音乐活动家，曾执掌蘇聯作曲家協會长达数十年，因为1948年带头对普罗科菲耶夫、肖斯塔科维奇等人进行批判而著名，众多作曲家在此事件中被指责为“形式主义”从而遭受了各种程度的迫害。数十年后他作为作曲家协会的领导又公开批评七名年轻作曲家，并封杀他们的作品，这七人中包括了古拜杜丽娜和杰尼索夫。对赫连尼科夫的评价一向很有争议，有的认为他并非杰出的作曲家，只是靠取悦当局和打压其他作曲家而获得名利；有的则认为他其实是迫不得已，而他风格保守的音乐作品也确实具有一定价值。2007年在莫斯科逝世。